# Неприятели
„Неприятели“ (на английски: Frenemies) е тийнейджърски трагикомичен телевизионен филм от 2012 г., базиран на едноименния роман от Алекса Йънг, в който е излъчен по Дисни Ченъл. Във филма участват Бела Торн, Зендая, Стефани Скот, Ник Робинсън, Мери Моусер, Конър Прайс, Джаша Уошингтън и Дилън Еверет. Филмът е режисиран от Дейзи Майър и написан от Дава Савел, Уенди Уийнър и Джим Крийг. Премиерата е на Disney Channel Original Movie на 13 януари 2012 г. в САЩ и Канада.

## Актьорски състав
| Актьор          | Роля                         |
| --------------- | ---------------------------- |
| Бела Торн       | Авалон Грийн                 |
| Зендая          | Хали Брандън                 |
| Мери Моусер     | Савана О'Нийл / Ема Рейнълдс |
| Ник Робинсън    | Джейк Логан                  |
| Стефани Скот    | Джулиан Брайън               |
| Конър Прайс     | Уокър                        |
| Джаша Уошингтън | Кендъл Брандън               |
| Дилън Еверет    | Ланс Ланкастър               |
| Катрин Гринууд  | Лиса Логан                   |
| Дъг Мъри        | Роджър О'Нийл                |
| Клайв Уолтън    | Уолт Рейнолдс                |
| Натали Радфорд  | Жаклин Рейнолдс              |
| Джесалин Уанлим | Шери Ст. Клеър               |
| Джеси Бостик    | Емет                         |
| Джулиън Кенеди  | Оуен                         |

## Излъчване
По света филмът се излъчва по Дисни Ченъл. Премиерата на Канада е на 13 април 2012 г., във Великобритания и Ирландия на 2 март 2012 г. Излъчен е в Австралия и Нова Зеландия на 13 април 2012 г., в Южна Африка на 28 април 2012 г., и във Филипините, Сингапур и Малайзия на 4 юни 2012 г.

## В България
В България филмът е излъчен на 28 април 2012 г. по Дисни Ченъл България. Дублажът е нахсинхронен в студио Александра Аудио. Екипът се състои от:
| Авалон Грийн  | Лина Златева |
| Хали Брандън  | Лина Шишкова |
| Други гласове | Яна Огнянова Елена Бойчева Елеонора Петрова Антония Христова Живко Симеонов Анатолий Божинов Петър Бонев Живко Джуранов Филип Аврамов Иван Велчев |

| Изпълнителен продуцент | Васил Новаков    |
| Преводач               | Йоанна Йорданова |
| Тонрежисьор            | Пламен Пенев     |
| Режисьор на дублажа    | Петър Върбанов   |